# Tomoe Abe
Tomoe Abe (安部友恵, Abe Tomoe ; Kitsuki, 13 augustus 1971) is een voormalig Japans marathonloopster en ultraloopster. Ze heeft het wereldrecord in handen op de 100 km in een tijd van 6:33.11. Deze tijd liep ze op 25 juni 2000.
Abe won een bronzen medaille op het wereldkampioenschap atletiek in 1993 in een tijd van 2:31.01. Haar persoonlijk record is 2:26.09, dat ze behaalde in 1994 toen ze de marathon van Osaka won.

## Persoonlijke records
| Onderdeel      | Prestatie    | Datum           | Plaats   |
| -------------- | ------------ | --------------- | -------- |
| 10.000 m       | 33.26,76     | 12 mei 2001     | Nobeoka  |
| halve marathon | 1:11.39      | 6 januari 2002  | Miyazaki |
| marathon       | 2:26.09      | 30 januari 1994 | Osaka    |
| 100 km         | 6:33.11 (WR) | 25 juni 2000    | Tokoro   |

## Palmares

### 10.000 m
- 1990: 11e WK junioren - 35.23,47

### 10 km
- 1989:  Kanaguri Hai Tamana - 34.26

### 20 km
- 1991: 4e Miyazaki Women's Road Race - 1:08.58
- 1992:  Miyazaki Road Race - 1:08.47
- 1994: 4e Miyazaki - 1:07.55

### halve marathon
- 1993: 26e WK in Brussel - 1:13.31

### marathon
- 1993:  marathon van Osaka - 2:26.27
- 1993:  WK in Stuttgart - 2:31.01
- 1994:  marathon van Osaka - 2:26.09
- 1996: 5e marathon van Osaka - 2:28.00
- 1996:  marathon van Hokkaido- 2:31.21
- 1997: 29e WK in Athene - 2:45.19
- 1998:  marathon van Hokkaido - 2:31.12
- 1999: 6e marathon van Osaka - 2:27.05
- 1999:  marathon van Hokkaido - 2:33.45
- 2000: 6e marathon van Osaka - 2:28.01
- 2000: 6e marathon van Osaka - 2:28.01
- 2000:  marathon van Senshu - 2:29.09
- 2001: 5e marathon van Nagoya - 2:27.02
- 2001: 12e marathon van Tokio - 2:34.17
- 2002: 5e marathon van Osaka - 2:29.16
- 2002:  marathon van Tsuchiyama - 2:40.37
- 2002: 6e marathon van Nagoya - 2:31.11
- 2002: 6e marathon van Tokio - 2:31.11
- 2003:  marathon van Otawara - 2:43.29
- 2013: 64e marathon van Osaka - 3:14.43

### 100 km
- 2000:  Lake Saroma 100 km in Yubetsu - 6:33.11